# Nacaduba
Nacaduba är ett släkte av fjärilar. Nacaduba ingår i familjen juvelvingar.

## Bildgalleri

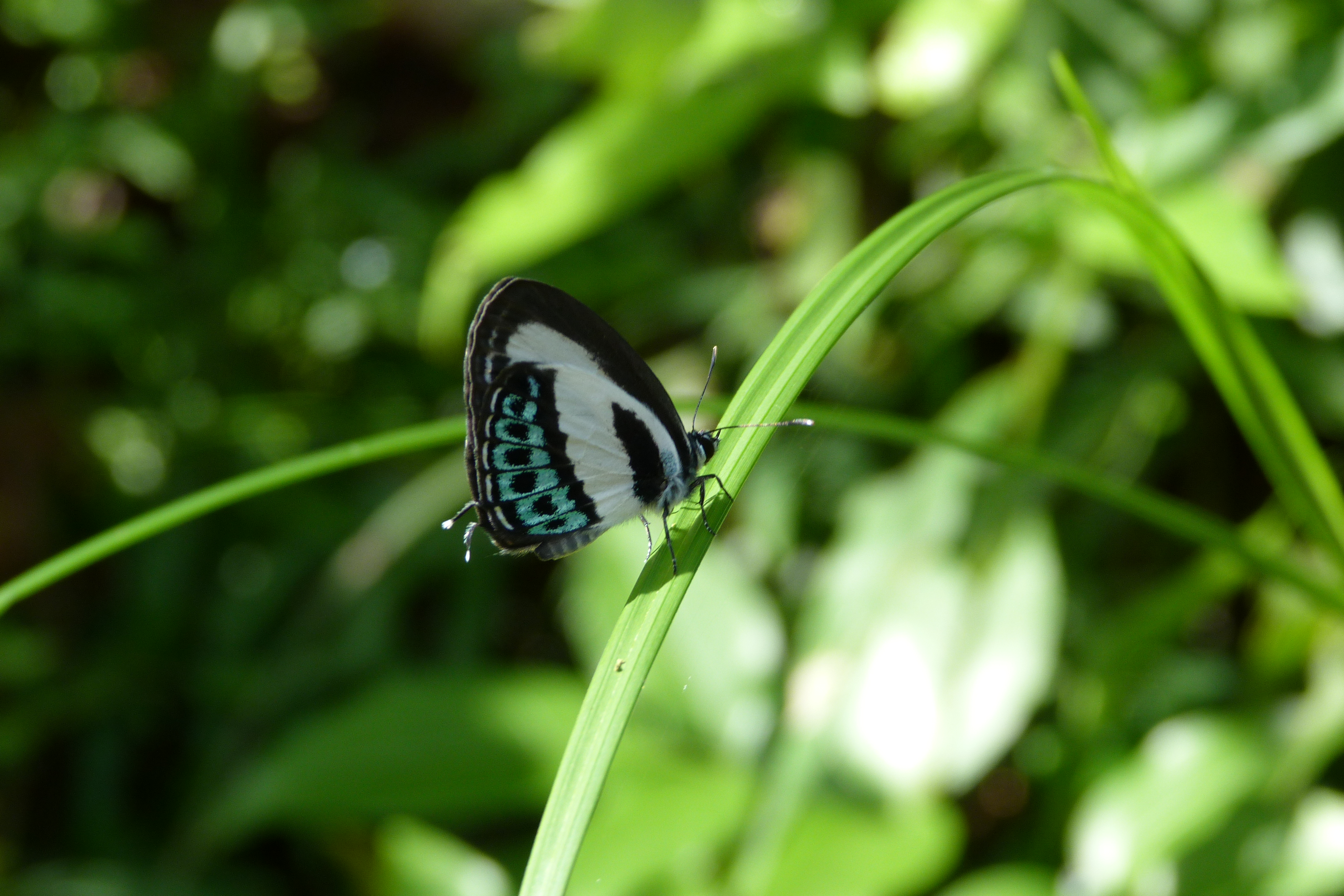
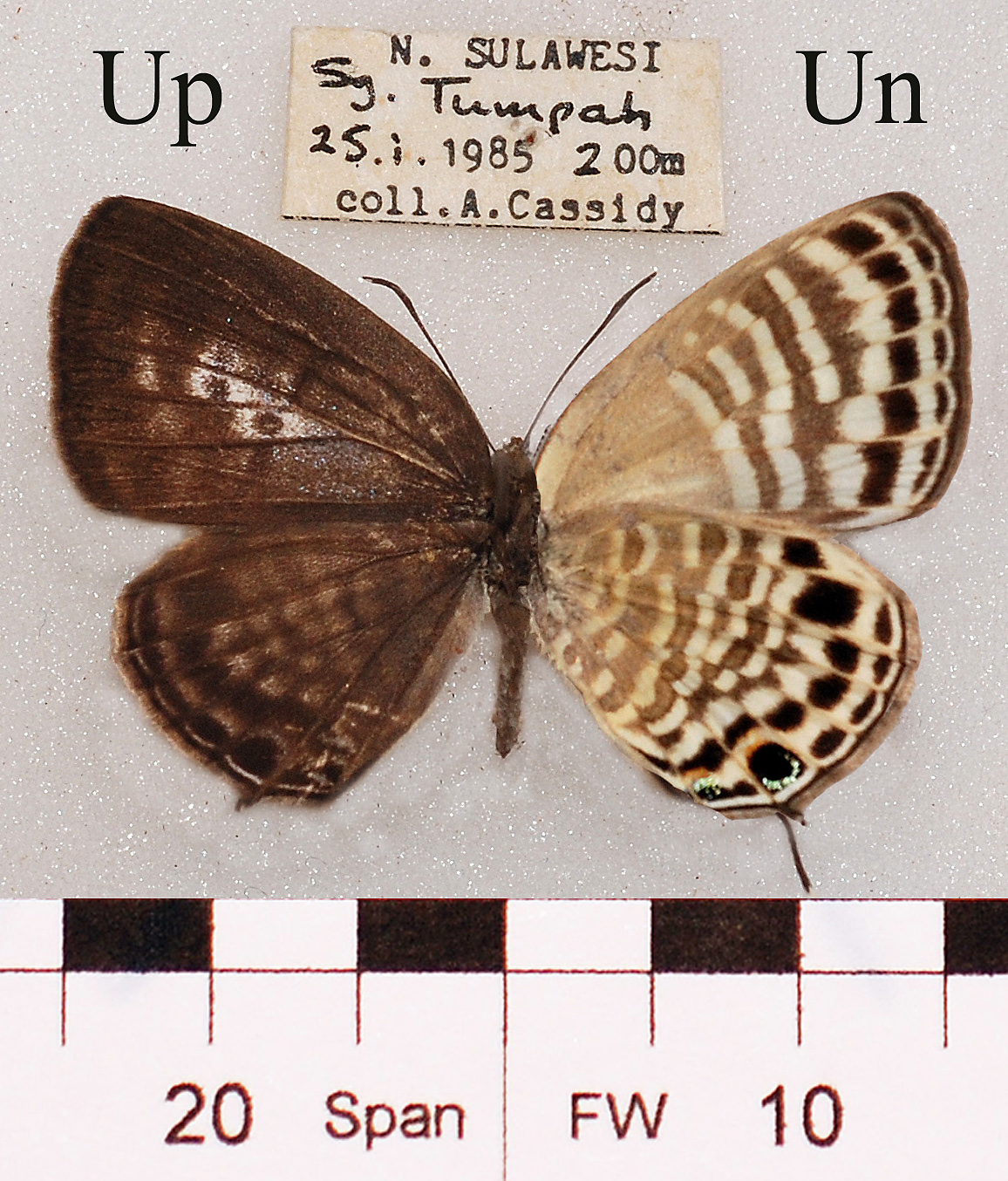

## Dottertaxa tillNacaduba, i alfabetisk ordning[1]
- Nacaduba agorda
- Nacaduba akaba
- Nacaduba albescens
- Nacaduba albida
- Nacaduba albofasciatus
- Nacaduba andamanica
- Nacaduba angusta
- Nacaduba antalcidas
- Nacaduba aphana
- Nacaduba aphya
- Nacaduba apira
- Nacaduba aratus
- Nacaduba argentina
- Nacaduba aritea
- Nacaduba armillata
- Nacaduba asaga
- Nacaduba asakusa
- Nacaduba astapa
- Nacaduba astarte
- Nacaduba ataranica
- Nacaduba atratus
- Nacaduba atromarginata
- Nacaduba austrajavana
- Nacaduba azureus
- Nacaduba baliensis
- Nacaduba bandana
- Nacaduba baweana
- Nacaduba belli
- Nacaduba berenice
- Nacaduba beroe
- Nacaduba biakana
- Nacaduba bimaculosa
- Nacaduba biocellata
- Nacaduba cajetani
- Nacaduba calauria
- Nacaduba canaraica
- Nacaduba carnania
- Nacaduba cela
- Nacaduba cerbara
- Nacaduba ceylonica
- Nacaduba cladara
- Nacaduba coelestis
- Nacaduba continentalis
- Nacaduba cyaneira
- Nacaduba cyaniris
- Nacaduba cyclophthalma
- Nacaduba cypria
- Nacaduba deliana
- Nacaduba deplorans
- Nacaduba dexamene
- Nacaduba dobbensis
- Nacaduba duplicata
- Nacaduba dyopa
- Nacaduba eliana
- Nacaduba elioti
- Nacaduba euplea
- Nacaduba euretes
- Nacaduba evansi
- Nacaduba felderi
- Nacaduba felsina
- Nacaduba flumena
- Nacaduba fujiokai
- Nacaduba gemmata
- Nacaduba georgi
- Nacaduba glanconia
- Nacaduba glauca
- Nacaduba glenis
- Nacaduba guizoensis
- Nacaduba gythion
- Nacaduba hainani
- Nacaduba helicon
- Nacaduba hermana
- Nacaduba hermus
- Nacaduba hondai
- Nacaduba honorifice
- Nacaduba icena
- Nacaduba illuensis
- Nacaduba intricata
- Nacaduba isana
- Nacaduba javana
- Nacaduba jedja
- Nacaduba kerriana
- Nacaduba kirtoni
- Nacaduba korene
- Nacaduba kurava
- Nacaduba latemarginata
- Nacaduba laura
- Nacaduba laurina
- Nacaduba limbura
- Nacaduba lucana
- Nacaduba lycoreia
- Nacaduba lydia
- Nacaduba lysa
- Nacaduba macrophthalma
- Nacaduba major
- Nacaduba malayica
- Nacaduba mallicollo
- Nacaduba maputi
- Nacaduba markira
- Nacaduba martha
- Nacaduba mentawica
- Nacaduba metallica
- Nacaduba minima
- Nacaduba minja
- Nacaduba mioswara
- Nacaduba nabo
- Nacaduba nadia
- Nacaduba naevia
- Nacaduba narovona
- Nacaduba neaira
- Nacaduba nebulosa
- Nacaduba nemana
- Nacaduba neon
- Nacaduba niasica
- Nacaduba nicobarica
- Nacaduba nicobaricus
- Nacaduba niconia
- Nacaduba nissani
- Nacaduba normani
- Nacaduba novaehebridensis
- Nacaduba odon
- Nacaduba ollyetti
- Nacaduba ormistoni
- Nacaduba overdijkinki
- Nacaduba pacifica
- Nacaduba pactolides
- Nacaduba pactolus
- Nacaduba palawana
- Nacaduba pamela
- Nacaduba parma
- Nacaduba paska
- Nacaduba pavana
- Nacaduba penangensis
- Nacaduba pendleburyi
- Nacaduba perusia
- Nacaduba platissa
- Nacaduba plumbata
- Nacaduba plumbeomicans
- Nacaduba prominens
- Nacaduba raluana
- Nacaduba rapara
- Nacaduba rothschildi
- Nacaduba ruficirca
- Nacaduba russelli
- Nacaduba sambalanga
- Nacaduba samoënsis
- Nacaduba sanaya
- Nacaduba sangira
- Nacaduba sanoensis
- Nacaduba septentrionalis
- Nacaduba sericina
- Nacaduba sidoma
- Nacaduba singapura
- Nacaduba sinhala
- Nacaduba smaragdina
- Nacaduba solta
- Nacaduba stratola
- Nacaduba subperusia
- Nacaduba sumbawa
- Nacaduba swatipa
- Nacaduba syrias
- Nacaduba tairea
- Nacaduba taiwana
- Nacaduba takamukuana
- Nacaduba tasmanica
- Nacaduba thalia
- Nacaduba thaumas
- Nacaduba therasia
- Nacaduba thespia
- Nacaduba titei
- Nacaduba toxopeusi
- Nacaduba tristis
- Nacaduba ugiensis
- Nacaduba waigeuensis
- Nacaduba vajuva
- Nacaduba valvidens
- Nacaduba varia
- Nacaduba vayura
- Nacaduba vicania
- Nacaduba vincula
- Nacaduba visuna
- Nacaduba vitiensis
- Nacaduba vulcana
- Nacaduba zygida
- Nacaduba zyrthis